# Già Da
Già Da là một liên minh gồm các thực thể lãnh thổ tại bồn địa sông Nakdong ở nam bộ Triều Tiên, phát triển từ liên minh Biện Hàn vào thời Tam Hàn.
Niên đại truyền thống được các sử gia xác định cho Già Da là từ 42–532 SCN. Theo các bằng chứng khảo cổ học có niên đại thế kỷ 3 và 4, các tiểu quốc bộ lạc Biện Hàn đã phát triển thành Già Da, và về sau đã bị sáp nhập vào Tân La, một trong Tam Quốc Triều Tiên. Những thực thể đơn lẻ hợp thành liên minh Già Da mang đặc trưng là các thành bang nhỏ. Các nét văn hóa vật thể còn lại của Già Da chủ yếu gồm có những nơi chôn cất và các đồ vật chôn kèm được các nhà khảo cổ khai quật. Các nhà khảo cổ giải thích các nghĩa địa gồm các ụ đất có niên đại từ cuối thế kỷ thứ 3 và đầu thế kỷ thứ 4 như tại Daeseong-dong ở Gimhae và Bokcheon-dong ở Busan là các khu mộ hoàng tộc của các chính thể Gaya.

## Tên gọi
Do việc thiếu chính xác khi sao chép, chuyển tự từ ngôn ngữ bản địa sang Hán tự, Gaya (가야) được phiên với nhiều từ như 加耶 (Gia Da), 伽耶 (Già Da), 伽倻 (Già Gia). Ngoài ra, trong tiếng Hàn, liên minh này còn được gọi là Garak (가락), chuyển tự thành 駕洛 (Giá Lạc), 迦落 (Già Lạc); hoặc Gara [가라; 加羅 (Gia La), 伽羅 (Già La), 迦羅 (Già La), 柯羅 (Kha La)], Garyang (가량;加良; Gia Lương), và Guya (구야; 狗耶; Cẩu Da). Theo Christopher Beckwith, "âm Kaya là theo cách đọc tiếng Hàn hiện đại của chữ được sử dụng để viết tên liên minh; đọc là /kara/.". Trong tiếng Nhật, Gaya được đề cập với tên Mimana (任那, Nhậm Na).

## Lịch sử
Theo một truyền thuyết được ghi lại trong Tam quốc di sự được viết vào thế kỷ 13, vào năm 42 SCN, sáu quả trứng từ thiên đường đã rơi xuống với một lời nhắn rằng họ sẽ trở thành những vị vua. Sáu cậu bé được sinh ra, và trong 12 ngày họ đã trưởng thành. Một người trong số họ, tên là Thủ Lộ (Suro), trở thành vua của Kim Quan Già Da (Geumgwan Gaya), còn 5 người khác thành lập 5 Gaya còn lại, tên là Đại Già Da (Daegaya), Tinh San Già Da (Seongsan Gaya), A La Già Da (Ara Gaya), Cổ Ninh Già Da (Goryeong Gaya) và Sogaya.
Các chính thể Gaya phát triển từ cấu trúc của 12 bộ lạc Biện Hàn cổ đại, một trong Tam Hàn. Các thủ lĩnh bộ lạc được liên kết lỏng lẻo thành 6 nhóm Gaya, tập trung quanh Kim Quan Gia Da. Dựa trên các bằng chứng khảo cổ cũng như các sử sách, một số học giả xác định cuối thế kỷ 3 là giai đoạn chuyển tiếp từ Biện Hàn sang Gaya, với việc gia tăng các hoạt động quân sự và thay đổi phong tục tang lễ. Sin có lập luận xa hơn rằng điều này có liên hệ với việc thay đổi tầng lớp thượng lưu trước đó trong một số lãnh địa (bao gồm cả Đại Gia Da) bằng các thành phần đến từ Phù Dư Quốc, những người đã mang đến nhiều tư tưởng quân sự và cách thức lãnh đạo.
Liên minh Già Da tan rã dưới áp lực từ Cao Câu Ly từ năm 391 đến 412, mặc dù thực thể Già Da cuối cùng vẫn còn tồn tại cho đến khi bị Tân La chinh phục vào năm 562, như một sự trừng phạt do việc đã liên minh với Bách Tế trong cuộc chiến chống lại Tân La.
Đàn tranh gayageum (hangul:가야금, Hán Việt: Già da cầm) là đàn tranh của Triều Tiên và Hàn Quốc. Theo Tam quốc sử ký (hangul:삼국사기) của Hàn Quốc ghi lại về xuất xứ của đàn tranh 12 dây Gayageum.
Gayageum được Gasilwang (가실왕 Gia Tất Vương) của vương quốc Gaya sáng chế. Trên thực tế, khi nhắc đến đàn tranh 12 dây Gayageum, thì người Hàn Quốc nhớ tới tên nhạc gia Wureuk (우륵 Vu Lặc), hơn là vua Gasil. Truyền rằng, Gaya là một vương quốc được hình thành từ 12 bộ tộc dùng các ngôn ngữ khác nhau. Lo ngại việc các bộ tộc không thể thông tin và hiểu nhau do khác biệt về ngôn ngữ, vua Gasil đã chế tác đàn tranh 12 dây Gayageum và ra lệnh cho nhạc gia Wureuk sáng tác nhạc phẩm, với niềm tin âm nhạc sẽ kết nối hiệu quả hơn ngôn ngữ. Hiểu ý nguyện của nhà vua, nhạc gia Wureuk đã sáng tác 12 nhạc phẩm. Đó là câu chuyện trong thế kỷ thứ VI. Tới nay, sau 1500 năm, đàn tranh 12 dây Gayageum vẫn giữ nguyên dáng vẻ ban đầu. Vua Gasil của vương quốc Gaya những mong dùng âm nhạc để đoàn kết lòng dân và dẫn dắt quốc gia, nhưng thời thế đã không thuận theo mong ước của Gaya. Trước sự lớn mạnh của vương triều Silla, trong lúc vận mệnh của Gaya như ngọn đèn dầu trước gió, nhạc gia Wureuk đã mang cây đàn tranh 12 dây Gayageum tới Silla tị nạn. Không có sử sách nào ghi lại lý do nhạc gia Wureuk đưa ra quyết định này. Nhưng có lẽ là một nhạc gia, ông đã lựa chọn cách này để bảo vệ âm nhạc trước nguy cơ biến mất của âm nhạc một nước bại trận. Vua Jinheung (진흥 Chân Hưng) của Silla (Tân La) đã nhiệt liệt chào đón nhạc gia Wureuk, nhưng các quần thần lại kịch liệt phản đối vì lo ngại quốc gia sẽ trở nên rối ren nếu đưa vào sử dụng âm nhạc của một vương quốc vong tàn. Là một vị vua có tầm nhìn xa và quyết đoán, mặc dù vấp phải sự phản đối của quần thần, nhưng vua Chân Hưng vẫn cử ba người theo học âm nhạc và vũ đạo của nhạc gia Vu Lặc. Sau khi kế tục hoàn thiện âm nhạc của nhạc gia, các nhạc công trẻ đã sáng tác mới và tóm tắt 5 nhạc phẩm tiêu biểu nhất dành cho đàn tranh 12 dây Gayageum. Nói một cách khác, là họ đã diễn tấu âm nhạc Gayageum theo lối Tân La. Ban đầu, nhạc gia Vu Lặc đã nổi giận do học trò của mình đơn phương cải biến nhạc phẩm chính ông sáng tác. Song nghe xong bản nhạc biến tấu của học trò, Vu Lặc đã có lời bình rằng "Bản nhạc nghe vui nhưng không quá mức, có đoạn buồn nhưng không cảm thấy bi ai. Có thể nói đây là một loại hình âm nhạc mẫu mực, các trò có thể trình diễn trước quân vương”.

## Kinh tế
Các chính thể nằm trên vùng đồng bằng phù sa tại các thung lũng sông chi lưu và dòng chính của sông Nakdong. Đặc biệt, vùng cửa sông Nakdong là một vùng đồng bằng phì nhiêu, tiến thẳng ra phía biển và giàu tài nguyên quặng sắt. Các thực thể Già Da có kinh tế dựa vào nông nghiệp, ngư nghiệp, đúc, và thương mại viễn phương. Họ chủ yếu được biết đến với lĩnh vực chế tác sắt, giống như Biện Hàn trước đó. Các chính thể Gaya xuất khẩu số lượng lớn quặng sắt, áo giáp sắt, và các loại vũ khí khác cho Bách Tế và Nhật Bản thời kỳ Yamato. Đối nghịch với các quan hệ chủ yếu mang tính thương mại và phi chính trị của Biện Hàn, các chính thể Già Da có xẻ như đã cố gắng duy trì quan hệ chính trị sâu rộng với các vương quốc.

## Hình ảnh

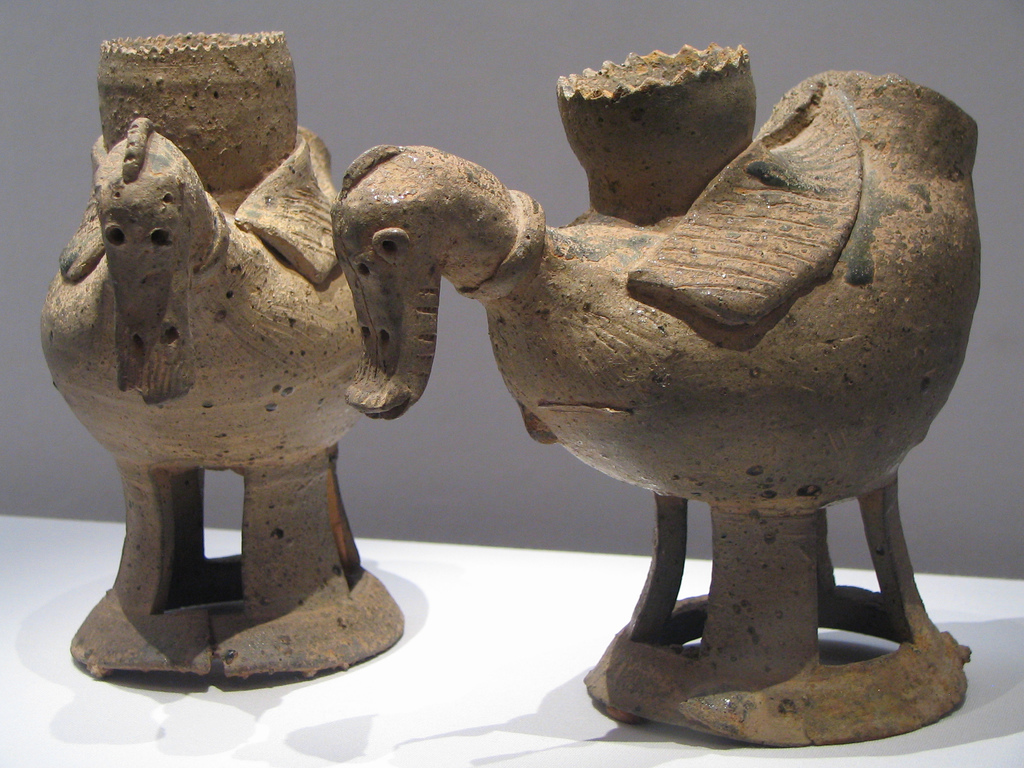
Đồ gốm hình con vịt của Gaya, thế kỷ 5 hoặc 6.
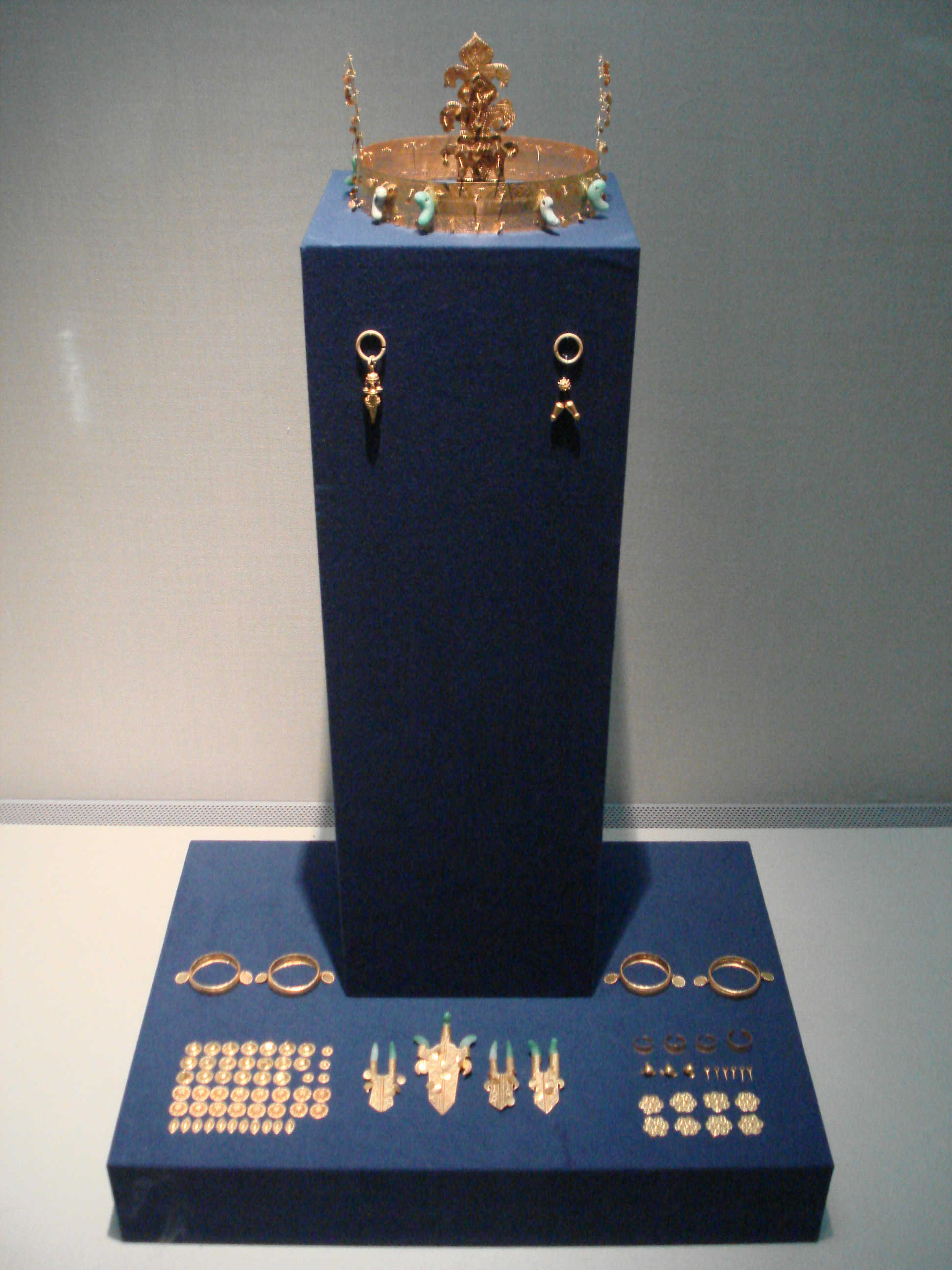
Vương miẹn và các phụ kiện bằng vàng.
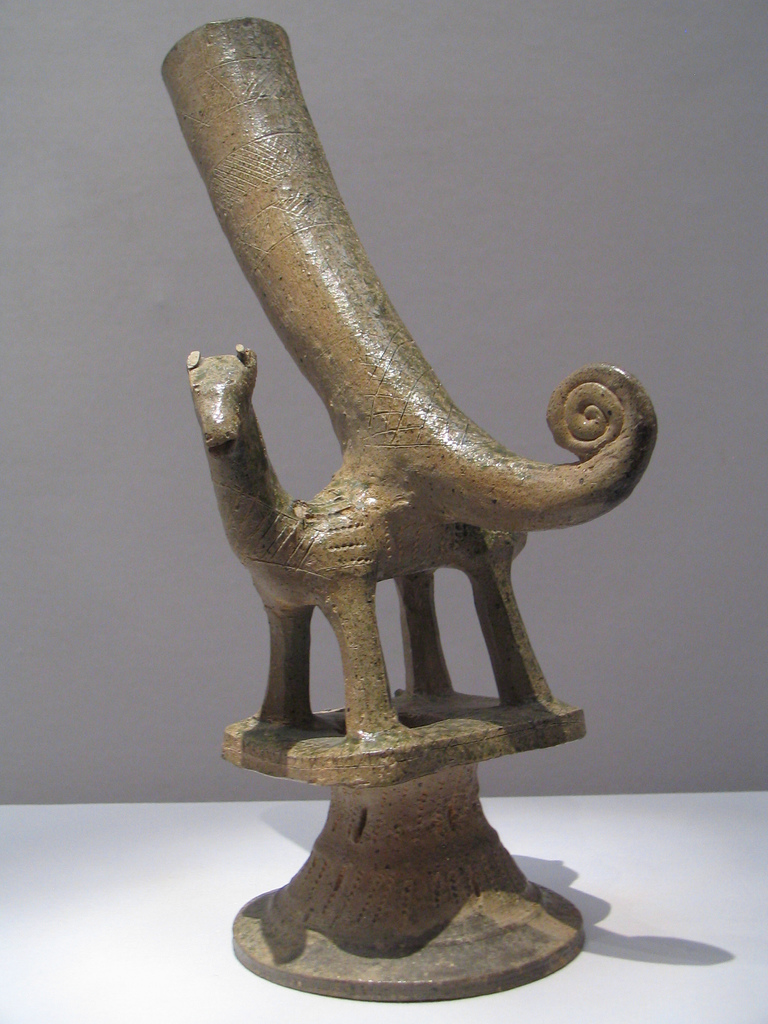
Tách hình sừng của Gaya.
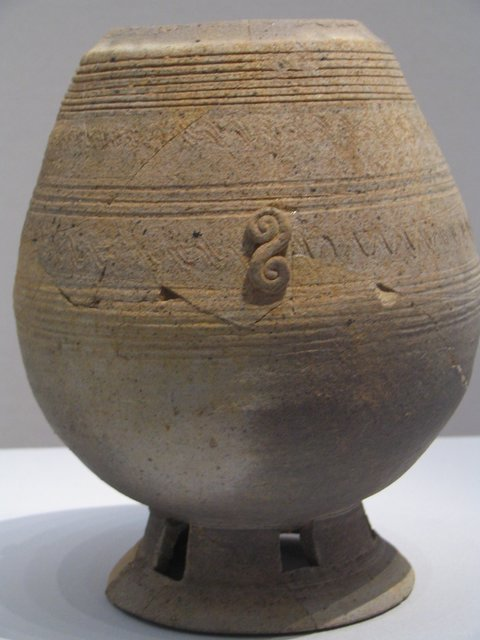
Gốm Gaya tại Bảo tàng Quốc gia Hàn Quốc.
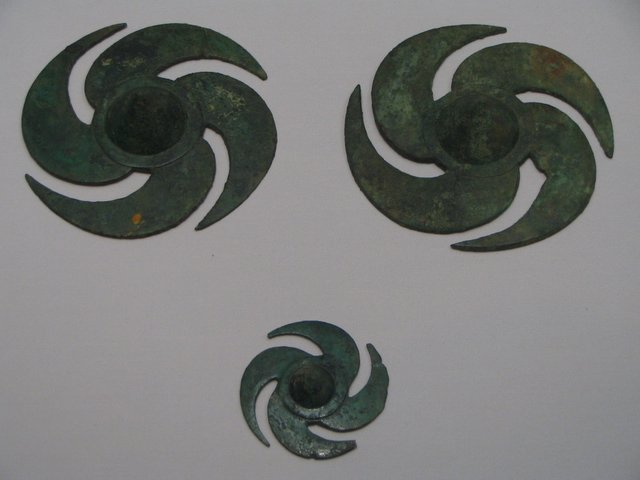
Các khiên được trang trí khai quật từ điểm nghĩa địa Daeseong-dong tại Gimhae.
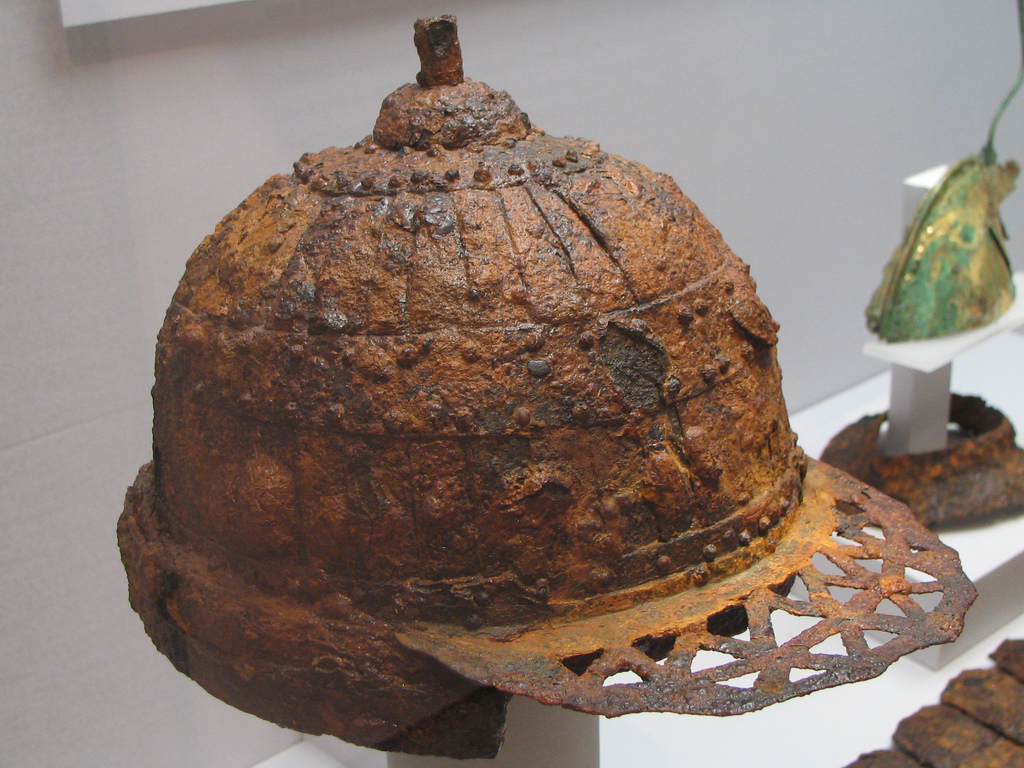
Chiếc mũ sắt này minh chứng cho sự khéo léo và việc chế tác sắt và tầm quan trọng của chúng tại thung lũng sông Nakdong.
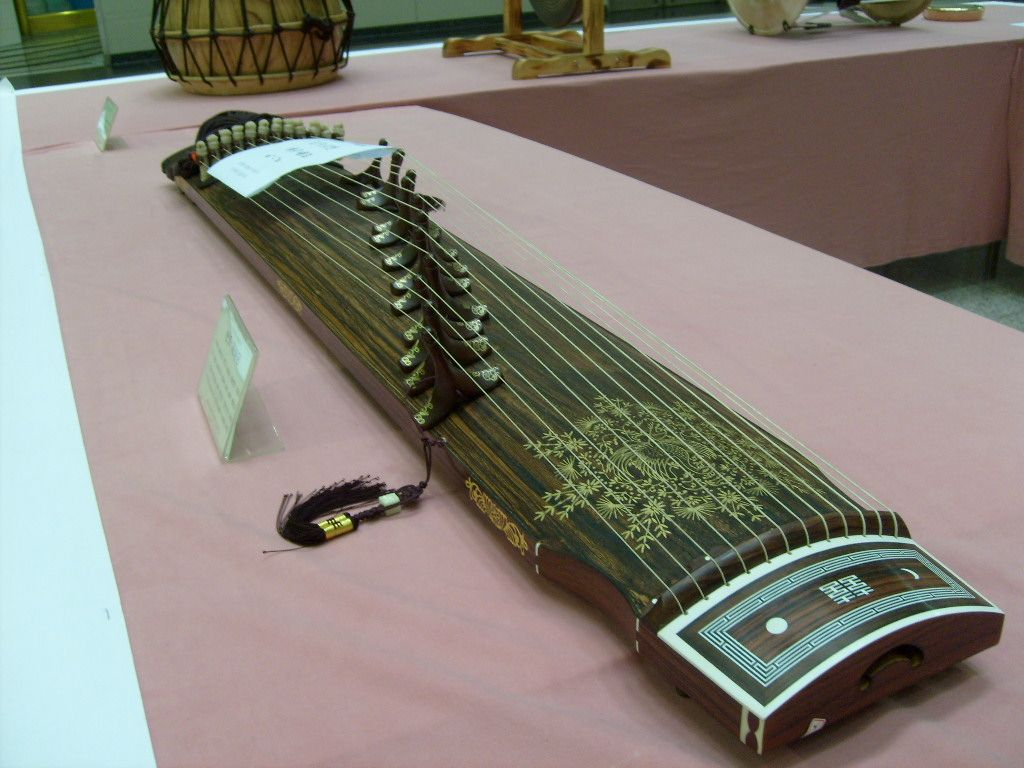
Đàn tranh gayageum 12 dây
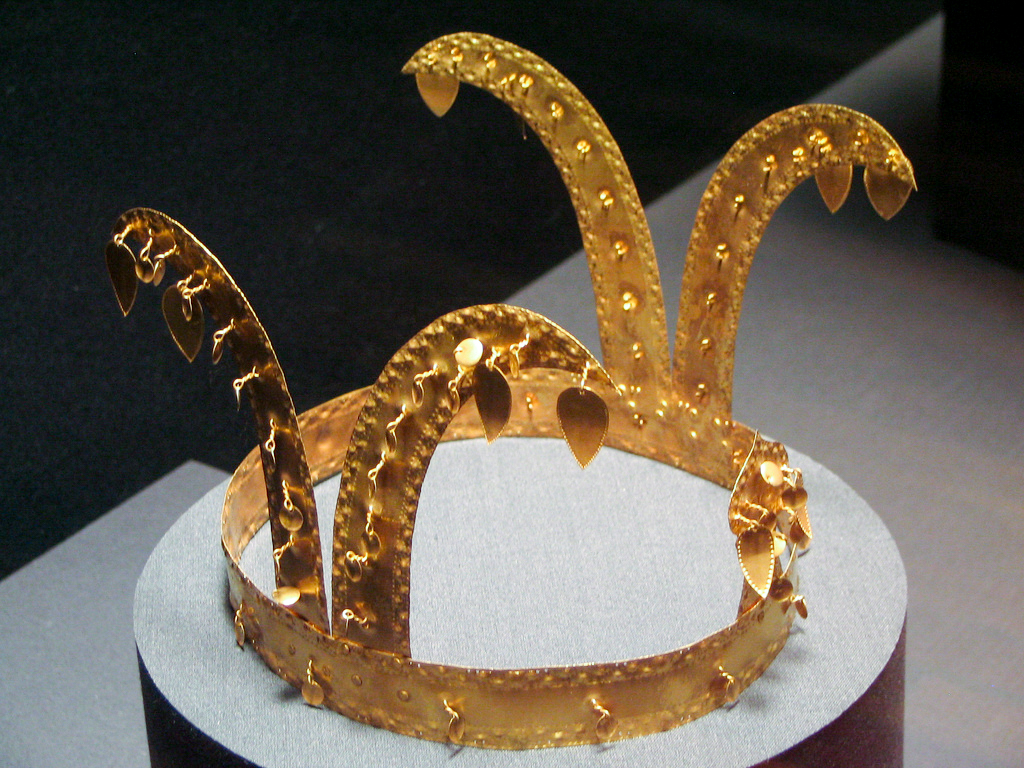
Vương miện Gaya.
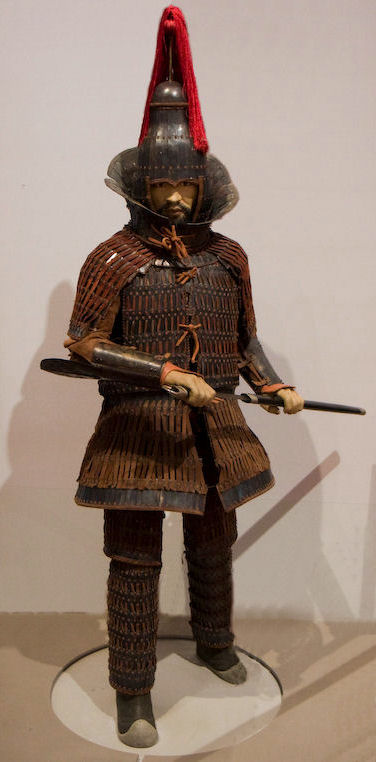
Một lính Gaya.